# Liste des titres musicaux numéro un en Autriche en 2022
Cette page liste les titres numéro un dans les meilleures ventes de disques en Autriche pour l'année 2022.

## Classement des singles
| N° | Date         | Artiste                                   | Titre                           | Référence |
| -- | ------------ | ----------------------------------------- | ------------------------------- | --------- |
| 1  | 4 janvier    | Wham!                                     | Last Christmas                  |           |
| 2  | 11 janvier   | Gayle                                     | ABCDEFU                         |           |
| 3  | 18 janvier   | Gayle                                     | ABCDEFU                         |           |
| 4  | 25 janvier   | Gayle                                     | ABCDEFU                         |           |
| 5  | 1er février  | Gayle                                     | ABCDEFU                         |           |
| 6  | 8 février    | Gayle                                     | ABCDEFU                         |           |
| 7  | 15 février   | Gayle                                     | ABCDEFU                         |           |
| 8  | 22 février   | Gayle                                     | ABCDEFU                         |           |
| 9  | 1er mars     | Gayle                                     | ABCDEFU                         |           |
| 10 | 8 mars       | Gayle                                     | ABCDEFU                         |           |
| 11 | 15 mars      | Miksu/Macloud & T-Low                     | Sehnsucht                       |           |
| 12 | 22 mars      | Miksu/Macloud & T-Low                     | Sehnsucht                       |           |
| 13 | 29 mars      | Miksu/Macloud & T-Low                     | Sehnsucht                       |           |
| 14 | 5 avril      | Jala Brat & Buba Corelli feat. RAF Camora | Criminal                        |           |
| 15 | 12 avril     | Harry Styles                              | As It Was                       |           |
| 16 | 19 avril     | Harry Styles                              | As It Was                       |           |
| 17 | 26 avril     | Harry Styles                              | As It Was                       |           |
| 18 | 3 mai        | Miksu/Macloud & T-Low                     | We Made It                      |           |
| 19 | 10 mai       | Luciano                                   | Beautiful Girl                  |           |
| 20 | 17 mai       | Luciano                                   | Beautiful Girl                  |           |
| 21 | 24 mai       | Luciano                                   | Beautiful Girl                  |           |
| 22 | 31 mai       | Luciano                                   | Beautiful Girl                  |           |
| 23 | 7 juin       | Luciano                                   | Beautiful Girl                  |           |
| 24 | 14 juin      | Luciano                                   | Beautiful Girl                  |           |
| 25 | 21 juin      | Luciano                                   | Beautiful Girl                  |           |
| 26 | 28 juin      | Luciano                                   | Beautiful Girl                  |           |
| 27 | 5 juillet    | DJ Robin & Schürze                        | Layla                           |           |
| 28 | 12 juillet   | DJ Robin & Schürze                        | Layla                           |           |
| 29 | 19 juillet   | DJ Robin & Schürze                        | Layla                           |           |
| 30 | 26 juillet   | DJ Robin & Schürze                        | Layla                           |           |
| 31 | 2 août       | DJ Robin & Schürze                        | Layla                           |           |
| 32 | 9 août       | DJ Robin & Schürze                        | Layla                           |           |
| 33 | 16 août      | DJ Robin & Schürze                        | Layla                           |           |
| 34 | 23 août      | DJ Robin & Schürze                        | Layla                           |           |
| 35 | 30 août      | Nina Chuba                                | Wildberry Lillet                |           |
| 36 | 6 septembre  | Nina Chuba                                | Wildberry Lillet                |           |
| 37 | 13 septembre | Miksu/Macloud & T-Low                     | Nachts wach                     |           |
| 38 | 20 septembre | Miksu/Macloud & T-Low                     | Nachts wach                     |           |
| 39 | 27 septembre | Miksu/Macloud & T-Low                     | Nachts wach                     |           |
| 40 | 4 octobre    | Luciano feat. Aitch & Bia                 | Bamba                           |           |
| 41 | 11 octobre   | Luciano feat. Aitch & Bia                 | Bamba                           |           |
| 42 | 18 octobre   | Luciano feat. Aitch & Bia                 | Bamba                           |           |
| 43 | 25 octobre   | Luciano feat. Aitch & Bia                 | Bamba                           |           |
| 44 | 1er novembre | Luciano feat. Aitch & Bia                 | Bamba                           |           |
| 45 | 8 novembre   | Sam Smith feat. Kim Petras                | Unholy                          |           |
| 46 | 15 novembre  | Sam Smith feat. Kim Petras                | Unholy                          |           |
| 47 | 22 novembre  | Sam Smith feat. Kim Petras                | Unholy                          |           |
| 48 | 29 novembre  | Mariah Carey                              | All I Want for Christmas Is You |           |
| 49 | 6 décembre   | Mariah Carey                              | All I Want for Christmas Is You |           |
| 50 | 13 décembre  | Mariah Carey                              | All I Want for Christmas Is You |           |
| 51 | 20 décembre  | Mariah Carey                              | All I Want for Christmas Is You |           |

## Classement des albums
| N° | Date         | Artiste                                                         | Titre                              | Référence |
| -- | ------------ | --------------------------------------------------------------- | ---------------------------------- | --------- |
| 1  | 4 janvier    | ABBA                                                            | Voyage                             |           |
| 2  | 11 janvier   | Adele                                                           | 30                                 |           |
| 3  | 18 janvier   | Daniela Alfinito                                                | Löwenmut                           |           |
| 4  | 25 janvier   | Orchestre philharmonique de Vienne Direction : Daniel Barenboim | Neujahrskonzert 2022               |           |
| 5  | 1er février  | Nockis                                                          | Ich will dich                      |           |
| 6  | 8 février    | Edmund                                                          | Fein                               |           |
| 7  | 15 février   | Falco                                                           | The Sound of Musik                 |           |
| 8  | 22 février   | Katja Krasavice                                                 | Pussy Power                        |           |
| 9  | 1er mars     | Fantasy                                                         | Lieder unseres Lebens              |           |
| 10 | 8 mars       | Casper                                                          | Alles war schön und nichts tat weh |           |
| 11 | 15 mars      | Sabaton                                                         | The War To End All Wars            |           |
| 12 | 22 mars      | Ghost                                                           | Impera                             |           |
| 13 | 29 mars      | Semino Rossi                                                    | Heute hab ich Zeit für dich        |           |
| 14 | 5 avril      | Placebo                                                         | Never Let Me Go                    |           |
| 15 | 12 avril     | Red Hot Chili Peppers                                           | Unlimited Love                     |           |
| 16 | 19 avril     | Red Hot Chili Peppers                                           | Unlimited Love                     |           |
| 17 | 26 avril     | Red Hot Chili Peppers                                           | Unlimited Love                     |           |
| 18 | 3 mai        | Red Hot Chili Peppers                                           | Unlimited Love                     |           |
| 19 | 10 mai       | Rammstein                                                       | Zeit                               |           |
| 20 | 17 mai       | Rammstein                                                       | Zeit                               |           |
| 21 | 24 mai       | Rammstein                                                       | Zeit                               |           |
| 22 | 31 mai       | Harry Styles                                                    | Harry's House                      |           |
| 23 | 7 juin       | Rammstein                                                       | Zeit                               |           |
| 24 | 14 juin      | Rammstein                                                       | Zeit                               |           |
| 25 | 21 juin      | BTS                                                             | Proof                              |           |
| 26 | 28 juin      | Andreas Gabalier                                                | Ein neuer Anfang                   |           |
| 27 | 5 juillet    | Rammstein                                                       | Zeit                               |           |
| 28 | 12 juillet   | Rammstein                                                       | Zeit                               |           |
| 29 | 19 juillet   | Rammstein                                                       | Zeit                               |           |
| 30 | 26 juillet   | Harry Styles                                                    | Harry's House                      |           |
| 31 | 2 août       | Die Amigos                                                      | Liebe siegt                        |           |
| 32 | 9 août       | Andrea Berg                                                     | Ich würd’s wieder tun              |           |
| 33 | 16 août      | Andrea Berg                                                     | Ich würd’s wieder tun              |           |
| 34 | 23 août      | Cro                                                             | 11:11                              |           |
| 35 | 30 août      | Giovanni Zarrella                                               | Per sempre                         |           |
| 36 | 6 septembre  | Muse                                                            | Will of the People                 |           |
| 37 | 13 septembre | Yungblud                                                        | Yungblud                           |           |
| 38 | 20 septembre | Bonez MC & RAF Camora                                           | Palmen aus Plastik 3               |           |
| 39 | 27 septembre | Bonez MC & RAF Camora                                           | Palmen aus Plastik 3               |           |
| 40 | 4 octobre    | Bonez MC & RAF Camora                                           | Palmen aus Plastik 3               |           |
| 41 | 11 octobre   | Melissa Naschenweng                                             | Glück                              |           |
| 42 | 18 octobre   | Melissa Naschenweng                                             | Glück                              |           |
| 43 | 25 octobre   | Red Hot Chili Peppers                                           | Return of the Dream Canteen        |           |
| 44 | 1er novembre | Taylor Swift                                                    | Midnights                          |           |
| 45 | 8 novembre   | Taylor Swift                                                    | Midnights                          |           |
| 46 | 15 novembre  | Nockis                                                          | 40                                 |           |
| 47 | 22 novembre  | Bruce Springsteen                                               | Only the Strong Survive            |           |
| 48 | 29 novembre  | Die Seer                                                        | Stad                               |           |
| 49 | 6 décembre   | Die Seer                                                        | Stad                               |           |
| 50 | 13 décembre  | Die Seer                                                        | Stad                               |           |
| 51 | 20 décembre  | Sido                                                            | Paul                               |           |

## Hit-parade de l'année
| Singles | Albums |
| --- | --- |
| 1. Glass Animals – Heat Waves 2. Gayle - ABCDEFU 3. Harry Styles - As It Was 4. Luciano - Beautiful Girl 5. Ed Sheeran - Shivers 6. Lost Frequencies feat. Calum Scott - Where Are You Now 7. Elton John & Dua Lipa - Cold Heart 8. Farruko - Pepas 9. Tom Odell - Another Love 10. Miksu/Macloud & T-Low - Sehnsucht | 1. Rammstein - Zeit 2. Harry Styles – Harry's House 3. Taylor Swift – Midnights 4. Ed Sheeran – = 5. Olivia Rodrigo – Sour 6. RAF Camora – Zukunft 7. Helene Fischer – Rausch 8. Bonez MC & RAF Camora – Palmen aus Plastik 3 9. Nockis – Ich will dich 10. Pizzera & Jaus – Unerhört solide |